# Syritta senegalensis
Syritta senegalensis är en tvåvingeart som beskrevs av Lyneborg och Barkemeyer 2005. Syritta senegalensis ingår i släktet kompostblomflugor, och familjen blomflugor.
Artens utbredningsområde är Senegal. Inga underarter finns listade i Catalogue of Life.